# Breno (siglo III a. C.)
Breno fue un jefe de los galos que invadió y atacó Grecia y el Reino de Macedonia al frente de una confederación de tribus. Después de su muerte como consecuencia de una herida en campo de batalla, un grupo de galos regresó a su lugar de origen (Galia) y el resto se adentró en Asia Menor donde se establecieron fundando el reino de Galacia.

## Historia
En el siglo III a. C., hubo una gran migración de galos (celtas) llegados de la Galia hacia oriente, recorriendo toda Grecia y llegando hasta Asia Menor donde, después de grandes enfrentamientos con los reyes de Pérgamo Eumenes I y Átalo I fueron rechazados por estos. Fue entonces cuando se dirigieron a la zona central de Capadocia, donde se asentaron, formando una región que pasó a llamarse Galacia y por tanto sus habitantes (los galos) pasaron a llamarse gálatas o galateos. Son aquellos gálatas a los que se dirigió el apóstol San Pablo en sus famosas epístolas. La antigua ciudad de Ankara, que había sido sometida antaño por Alejandro Magno, pasó a ser la capital de esta región con el nombre de Ancyra. La dinastía turca de los Selyúcidas la rebautizaron más tarde como Angora. El nombre de Ankara fue restablecido en 1930.
El conjunto de estos galos invasores formaba una confederación de tribus, al frente de la cual iba el rey celta Breno. Bajo su dirección invadieron Macedonia y Tesalia en el año 279 a. C. Después vencieron a los griegos en la batalla de las Termópilas (279 a. C.), y se dirigieron a Delfos con la pretensión de saquear el famoso recinto sagrado, bien conocido por su oráculo y por la gran riqueza de sus tesoros. La leyenda dice que no pudieron cumplir su cometido porque el dios Apolo acudió en defensa de su santuario enviando una gran tormenta con rayos y truenos, que asustó a las tribus galas. Parece ser que en la defensa de Delfos los griegos hirieron de gravedad a Breno.
Desde allí, el rey se dirigió con su gente a Epiro, región de Grecia, donde saqueó el templo de Zeus que tenía sus dependencias en la ciudad llamada Dodona o Dódona, famosa por su oráculo.
A continuación marchó con su ejército a la ciudad de Olimpia en el Peloponeso, donde Zeus tenía el santuario más rico del mundo antiguo. El lugar fue totalmente saqueado y Breno y sus tribus confederadas se llevaron un buen botín. Pero la guerrilla griega de Macedonia ofreció una gran resistencia a su paso y Breno tuvo que retirarse y suspender los siguientes ataques que tuviera programados. Poco después murió a consecuencia de la herida recibida en Delfos.
Las tribus galas, al quedarse sin su caudillo, se dispersaron. Los tolistobogii, los trocmi y parte de los volcas tectósages fueron los que cruzaron el Helesponto (mar Negro) y pasaron a Asia Menor. Allí (después de algunos enfrentamientos con los reyes de Pérgamo) se asentaron en una región al sur del Ponto, que pasó a llamarse Galacia, y sus habitantes se llamaron galos o gálatas. La otra parte de los volcos y tectosagos regresaron a su lugar de origen, en el suroeste de la Galia, en la región de Tolosa (la actual Toulouse). Este grupo llevaba consigo el botín de la campaña llevada a cabo por su rey Breno. Actuaba como depositarios del gran tesoro obtenido. Al llegar a Tolosa, se cree que fundieron el oro y la plata; la plata la transformaron en gigantescas ruedas de molino. Escondieron el tesoro en diversos lagos sagrados ubicados en el recinto del templo del dios Heracles en Tolosa. Se sabe que el total ascendía a 15 000 talentos romanos.